# Martin Konečný
Martin Konečný (Dunajská Streda, 25 dicembre 1972) è un ex calciatore slovacco, di ruolo difensore.

## Carriera

### Nazionale
Ha collezionato sei presenze con la propria Nazionale.